# L'Ombre de la peur
Pour plus de détails, voir Fiche technique et Distribution.
L'Ombre de la peur ou Dangereuse attraction au Québec (Shadow of Fear) est un téléfilm américain réalisé par Michael Lohmann, diffusé en 2012. Il est inspiré d'une histoire réelle[réf. nécessaire].

## Synopsis
Casey Cooper est une jeune femme dynamique, qui a su rebondir après des drames familiaux et aller de l'avant. Elle mène de front une carrière de journaliste débutante et deux emplois alimentaires de serveuse afin de rembourser un emprunt immobilier. Son chemin croise celui de Morgan Pierce, un jeune homme énigmatique, recruté par le Café d'Annette. Celui-ci disparaît après quatre jours d'essai, mais pour mieux réapparaître dans la vie de Casey. Il la place alors au centre de son obsession maladive et fait de sa vie un enfer, jusqu'à entamer sa belle assurance. Tant que celui-ci n'a pas clairement menacé Casey, la police est impuissante, mais le lieutenant Leary prend cette affaire au sérieux…

## Fiche technique
- Titre original : Shadow of Fear
- Titre français : L'Ombre de la peur
- Titre québécois : Dangereuse attraction
- Autre titre: Dangerous Attraction
- Réalisation : Michael Lohmann
- Scénario : Stacey K. Pantazis
- Direction artistique : Nathan Morse
- Costumes : Liz M. Schroeder
- Photographie : Michael Lohmann
- Montage : Brett Spiegel
- Musique : Al Sgro et Joseph Conlan
- Production : Cassidy Lunnen
- Société de production : Shadow Productions
- Société de distribution : Lifetime Television
- Pays d'origine :  États-Unis
- Langue originale : anglais
- Format : couleur
- Genre : thriller psychologique
- Durée : 90 minutes
- Dates de diffusion :
  - États-Unis : 27 mai 2012 sur Lifetime
  - France : 14 mai 2012 sur TF1

## Distribution
- Amanda Righetti : Casey Cooper
- Will Estes : Morgan Pierce
- Harry Hamlin : Richard Steele
- Catherine Hicks : Annette Bramble
- Christie Ann Burson : Toni
- Eric Szmanda : l'inspecteur Dominic Leary
- David Wells : Roger
- Johnny Ray Gill (en) : Trey
- Krysta Rodriguez : Lauren
- Justin Baldoni : Bobby
- Sara Fletcher : Lisa
- Bruce Carothers : le rock star
- Michael Patrick McGill : l'officier Hughes
- Emily Nelson : Nicky
- David Brustein : Hank
- Charles Halford (en) : le grand type
- Brett Spiegel : Stephen
- Monika Jolly : l'ambulancière